# Zaak-Lhermitte
De zaak Lhermitte is een strafzaak van kindermoord die in 2007 in België plaatsvond. Geneviève Lhermitte werd hiervoor tot levenslange gevangenisstraf veroordeeld. Ze stierf op 28 februari 2023 door euthanasie, precies 16 jaar na de tragedie.

## Beschrijving
Op 28 februari 2007 vermoordde Geneviève Lhermitte tijdens de reis van haar man naar het buitenland haar vijf kinderen met een mes. Ze probeerde vervolgens zelfmoord te plegen, maar dat mislukt. Lhermitte werd later schuldig bevonden, en ze werd veroordeeld tot levenslang in de gevangenis. Ze werd in 2019 overgeplaatst naar een gesloten psychiatrische instelling, waar ze later "wegens ondraaglijk psychisch lijden" euthanasie aanvroeg en dit kreeg op 28 februari 2023.

## Verfilming
De film À perdre la raison uit 2012 van Joachim Lafosse is vrij geïnspireerd door deze affaire.